# لی شان (بازیکن والیبال)
لی شان (انگلیسی: Li Shan؛ زادهٔ ۲۱ مهٔ ۱۹۸۰) بازیکن والیبال اهل چین است.